# Сполох (фільм)
«Сполох» (рос. «Набат») — радянський художній фільм 1983 року режисера Володимира Златоустовського, бойовик виробництва Кіностудії ім. М. Горького. Фільм в першу чергу був знятий як навчальний посібник для персоналу «Аерофлоту» і тому до початку 1990-х років в широкому прокаті не демонструвався.

## Сюжет
У фільмі розповідається про спроби терористів здійснити викрадення літака Ту-134Б. Перші хвилини йде документація про заходи безпеки, які приймаються «Аерофлотом» проти повітряних терористів. І тільки потім починаються титри, а за ними — і сам фільм. Все починається з того, що легковажна стюардеса Катя Васильчикова погодилася пронести на борт свого літака валізу, де, за попередньою версією, перебували колекційні коньяки для молодят Андрія та Тані, що летіли цим же рейсом. Таким чином стюардеса стала ненавмисною пособницею терористів. Сюжет фільму близький до бойовика з елементами детективу. У фільмі показується, до чого призводить втрата пильності працівниками «Аерофлоту» (особливо злочинна необережність стюардеси Каті), як треба діяти екіпажу в екстремальній ситуації, як доповідати про обстановку на землю, на що звертати увагу при спілкуванні з терористами. Тут і інструкція для пасажирів, а саме — до чого призводять спроби самостійно знешкодити викрадачів на прикладі загибелі Валери і Бориса, які вирішили не чекати допомоги, а діяти самим. Заодно показано, як діють за планом «Сполох» наземні служби. Оскільки це кіно в першу чергу призначалося для льотних екіпажів, то їм навіювалася думка: не впадайте у відчай, тримайтеся, земля з вами.

## У ролях
- Володимир Антоник — Андрій Кольцов
- Наталія Варлей — «Таня»/Ірина Радчук, повітряна терористка
- Вадим Захарченко — ватажок терористів
- Віталій Яковлєв — бортінженер, Володя
- Степан Старчиков — другий пілот
- Ігор Бучко — командир екіпажу
- Олена Антоненко — Катя Васильчикова, бортпровідник
- Олександр Горбенко — шабашник з Півночі
- Тадеуш Касьянов — командир групи захоплення
- Петро Вельямінов — Василь Кузьмич Петров
- Олександр Вдовін — Борис
- Юрій Гусєв — Іван Семенович
- Капітоліна Іллєнко — старенька біля ілюмінатора
- Павло Сиротін — епізод

## Знімальна група
- Автори сценарію: Володимир Златоустовський
- Режисер-постановник: Володимир Златоустовський
- Оператор-постановник: Володимир Липовой, Георгій Козельков
- Композитор: Володимир Давиденко
- Художник: Олег Краморенко